# Louis Jean Desprez

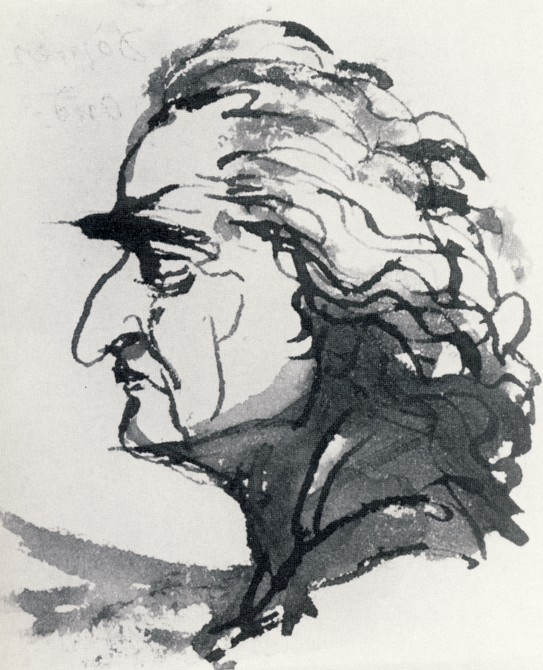
Louis Jean Desprez per Tobias Sergel, ca 1795

Louis Jean Desprez, talvolta citato come Jean Louis Desprez (Auxerre, 1743 – Stoccolma, 18 marzo 1804), è stato un pittore e architetto francese, noto anche come incisore e scenografo, che lavorò in Svezia gli ultimi venti anni della sua vita.

## Biografia
Desprez, nacque in Borgogna, e fu scolaro a Parigi di Jacques-François Blondel e di Desmainsons.
Appartenne alla generazione dei cosiddetti antiquisants, le cui caratteristiche fondamentali furono quelle di ricondurre l'architettura verso forme severe di rigore accademico, che si basò su elementi costitutivi dell'arte classica. Gli antiquisants ottennero un grande successo, non solo in Francia ma anche all'estero.
Nel 1770 Desprez vinse il Great Prize dell'Accademia di architettura e pochi anni dopo intraprese uno dei suoi numerosi viaggi di lavoro in Italia che lo tennero ospite nel nostro Paese dal 1777 al 1784. A Roma strinse collaborazione con Piranesi e restò soprattutto affascinato dalle continue scoperte archeologiche, e inoltre studiò con molta attenzione i reperti greci e romani presenti nell'Italia meridionale. Eseguì un gran numero di acquarelli aventi per soggetto i più significativi monumenti di Pompei e i disegni per il Voyage pittoresque à Naples et en SIcilie posseduti dall'Abate di Saint-Non. All'interno della stessa opera raffigurò numerosi scorci della città di Messina. In particolare raffiguranti la Palazzata, la Cattedrale ed il Palazzo Reale.
Nel 1785 ricevette importanti offerte di lavoro da parte del re di Svezia Gustavo III, conosciuto proprio a Roma.
A Stoccolma si occupò degli stucchi e dei soggetti mitologici e storici, oltre a progettare l'imponente palazzo Haga.
SI rivelò anche un pittore di scenari e raffigurazioni storiche, come nel caso delle illustrazioni dei Fatti della guerra tra Russia e Svezia, oltre agli atti storici più importanti di Gustavo III, tra i quali il quadro intitolato Il sovrano mentre assiste alla Messa in San Pietro.
Si occupò anche di 
Nel ruolo di incisore e decoratore si occupò di scenografie per i teatri svedesi a Drottnigholm e a Gripsholm.

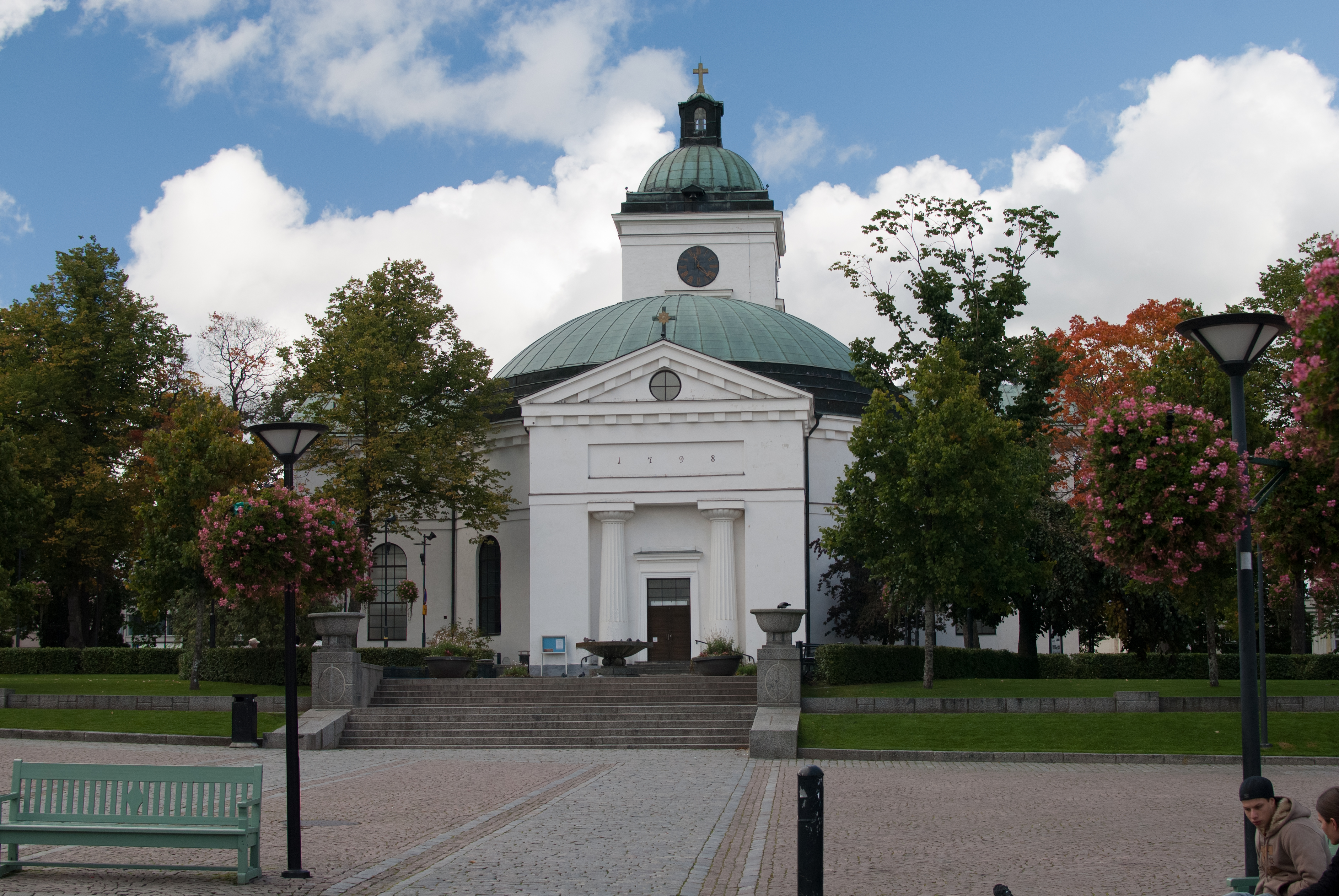
La chiesa di Hämeenlinna.
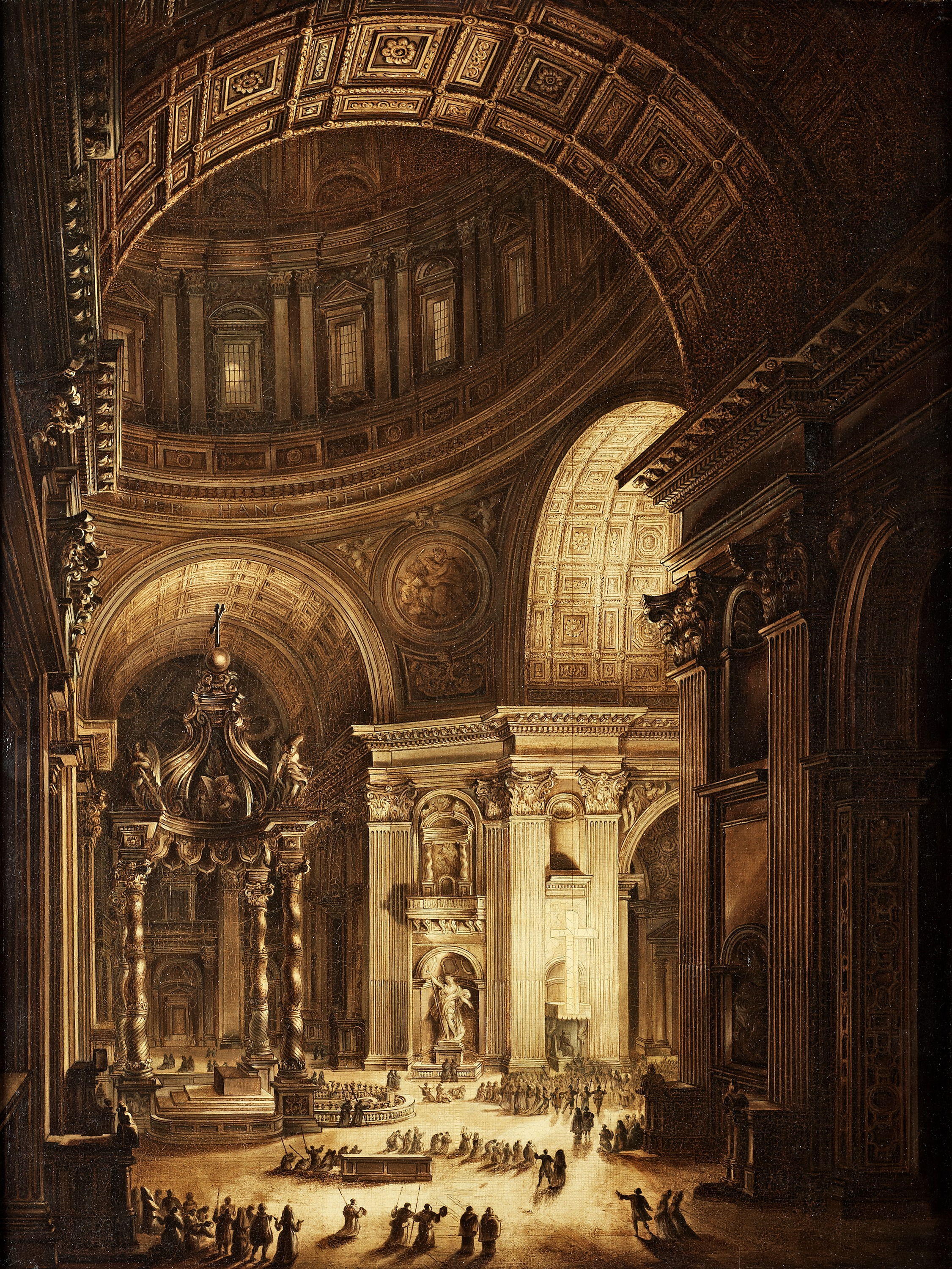
Il dipinto Illuminazione della Croce di San Pietro a Roma.
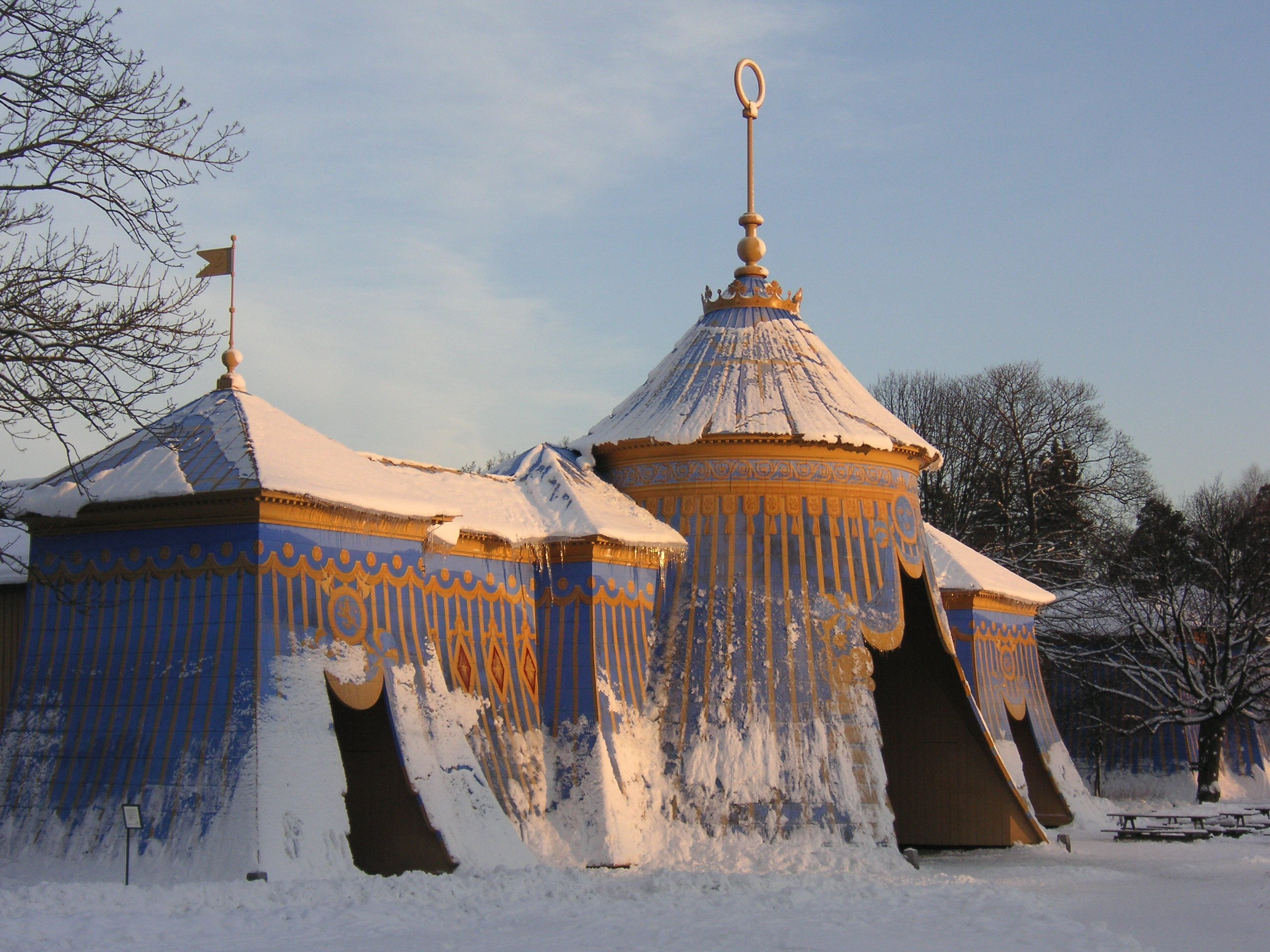
Le tende di Hagaparken a Solna.
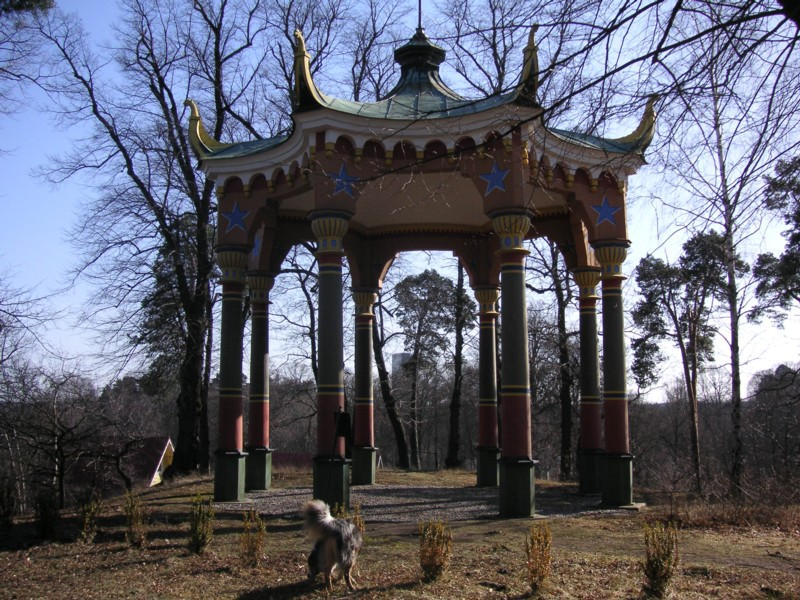
Il padiglione cinese di Haga Park.
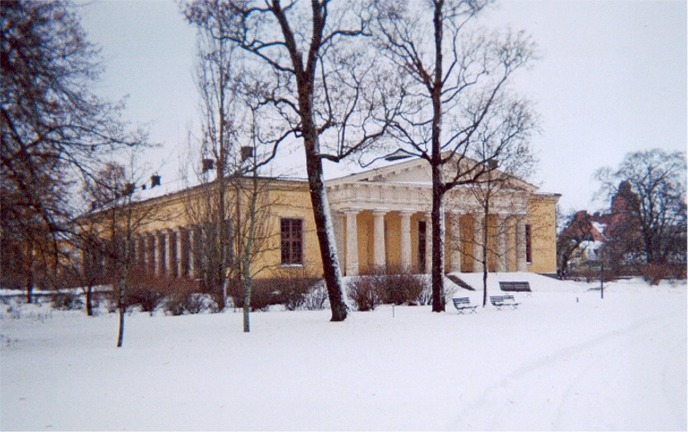
Il giardino botanico di Uppsala.
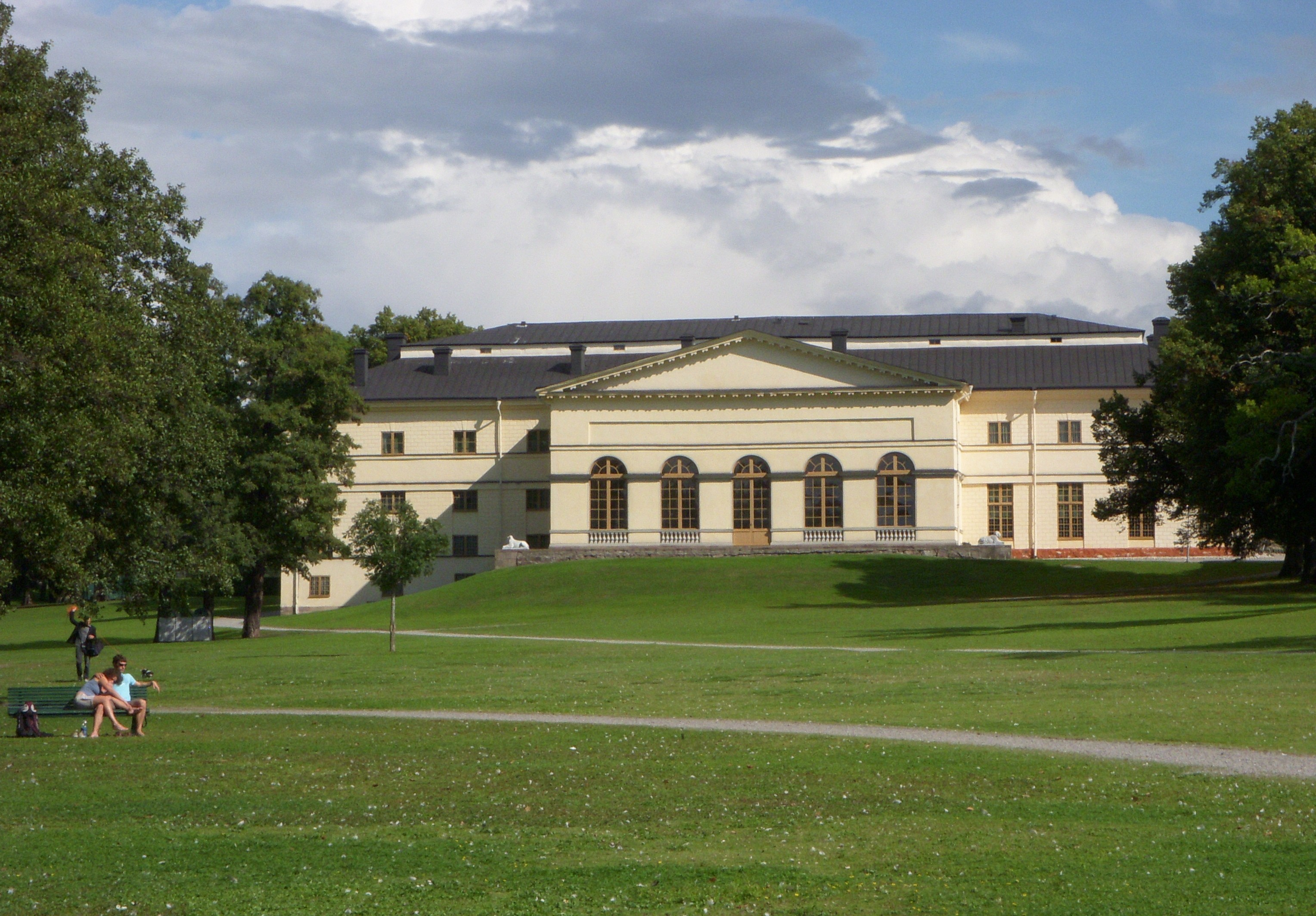
Il teatro di Drottningholm.